# Carlo Novelli (artista)
Carlo Novelli (Ponsacco, 29 dicembre 1939 – Pontedera, 26 novembre 2010) è stato un pittore, scultore, incisore italiano.

## L'adolescenza
Figlio di Alberigo, artista, disegnatore e intagliatore, mostra sin da giovane un grande interesse per la scultura, il disegno e la pittura contemporanea.
Dal padre impara le tecniche dell'intaglio e del disegno a carboncino. Frequenta la Scuola Statale d'Arte di Cascina (Pisa) dove è allievo del professore e scultore Silvano Pulcinelli. Successivamente frequenta il corso di nudo all'Accademia di belle arti di Firenze e per tre anni è allievo dello scultore Quinto Martini con il quale approfondirà, tra l'altro, le tecniche per la lavorazione della creta e del gesso.
Una malattia contratta in età adolescenziale renderà la sua mano meno precisa nel disegno. Questo “vizio”, da un lato, lo svierà dall'approfondire certe tecniche artistiche basate sulla precisione e il dettaglio; dall'altro, gli offrirà l'opportunità di ricercare un proprio approccio espressionista, consentendogli di esprimere profondamente la propria interiorità e quella drammaticità ed energia che caratterizzano gran parte della sua produzione.

## Anni ‘60
Nel 1959 si reca per la prima volta a Parigi dove ha modo di entrare in contatto con le nuove tendenze del mondo dell'arte. L'esperienza parigina, che lo segnerà in modo indelebile dandogli ispirazione ed entusiasmo, lo porterà ad intensificare la sua attività artistica.
In questo periodo, Carlo mostra interesse per molte delle arti figurative e si cimenta nell'esplorazione di varie tecniche (scultura in bronzo, in terracotta e metallo, intaglio, acquerello, pittura ad olio, disegno a carboncino e china), iniziando quel percorso che, negli anni successivi, lo porterà a trovare una propria identità artistica. Già da adesso, il cavallo è uno dei soggetti prediletti sia per il suo significato simbolico di libertà sia per le sue potenzialità espressive in termini di ribellione, dolore, rabbia.
Nei primi anni ‘60 comincia ad organizzare una serie di esposizioni in tutta Italia. In occasione di una mostra in cui espone con il padre alla Galleria Montenapoleone di Milano, conosce Carlo Carrà e Marta Abba. Quest'ultima viene molto colpita dai lavori del giovane Carlo e da quel momento inizia una frequentazione che durerà alcuni anni e che sarà per lui di grande stimolo intellettuale e artistico. I due si incontreranno spesso nella Villa “Trovarsi” a Fauglia residenza toscana in cui l'attrice trascorre alcuni periodi dell'anno. Nel 1964 sempre da Marta Abba gli verrà commissionata una Pietà in piombo per la cappella di famiglia nel Cimitero Monumentale di Milano.
In questi anni conosce anche Krimer (Cristoforo Mercati) con il quale allestirà alcune mostre.
Nel 1965 gli viene commissionato un Cristo in legno per il Cottolengo di Fornacette (Pisa). Il giovane Carlo intaglia così un bellissimo Cristo con il volto drammaticamente e umanamente piegato verso terra. Secondo il Vescovo che ha commissionato l'opera, però, questo dettaglio conferisce al Cristo un aspetto troppo umano indebolendo il messaggio di potenza divina che avrebbe dovuto trasmettere, ed esige quindi che il volto venga rialzato. La versione finale, che ancora oggi si trova presso la chiesa del Cottolengo di Fornacette (Pisa), pur perdendo quella drammaticità che Carlo avrebbe voluto nell'opera, e che metterà invece nei suoi futuri Cristi in terracotta e ceramica, rimane comunque di sorprendente bellezza e testimonia il talento del giovane artista nello scolpire i diversi materiali.
L'attività artistica non gli consente di guadagnare abbastanza per costruire una famiglia e perciò inizierà a lavorare nel settore del commercio del legno.
Nel 1967 si unisce in matrimonio a Sonia Grassulini, dalla quale avrà tre figli e con la quale rimarrà sposato e alla quale sarà legatissimo per tutta la vita.

## Anni ‘70
Negli anni settanta Carlo, che già dal '68 era rimasto affascinato dai movimenti di contestazione operaia e studentesca dei quali condivideva le idee, come molti suoi colleghi, sente il bisogno di partecipare attivamente alla vita politica e culturale del proprio paese. Si iscrive quindi al PCI (per alcuni anni sarà anche consigliere comunale a Ponsacco) e, con l'aiuto dei suoi numerosi amici e compagni di partito, comincia ad organizzare manifestazioni artistiche e a promuovere attività culturali a Ponsacco e nella provincia di Pisa.
I suoi punti di riferimento sono artisti come Renato Guttuso, Marino Marini, Giacomo Manzù, Augusto Murer, ma, come in passato, Carlo continua a guardare anche altrove verso la ricerca di una più intima e introspettiva rappresentazione dei sentimenti di libertà e dolore. La produzione artistica di questi anni, pur risentendo molto di una concezione dell'arte come strumento di lotta sociale e di presa di coscienza dell'uomo (concezione che Carlo non abbandonerà mai del tutto), non manca di opere più intime e tendenti all'informale. Accanto a lavori figurativi che raccontano la disoccupazione, il lavoro, la fame, le occupazioni delle fabbriche, le manifestazioni degli studenti, troviamo quindi i suoi cavalli in terracotta, espressione di una tragica precarietà, sculture e bassorilievi in piombo, rame ed altri metalli nonché dipinti che vanno verso l'astrazione o addirittura ricordano il silenzio metafisico delle marine di Carlo Carrà.
Come nella sua arte, anche nell'attività politica e culturale, Carlo guarda agli altri e, con alcuni amici fonda a Ponsacco il Centro Arte Lavoro, un luogo di aggregazione culturale, per dar spazio a nuove idee, a giovani artisti ma in generale a qualsiasi forma di arte. Il Centro e Carlo saranno un punto di riferimento per molti giovani , e proprio dal Centro partiranno molte iniziative artistiche.
Con alcuni amici tra cui Pier Marco De Santi, allora studente universitario allievo di Federico Fellini, partecipa alla realizzazione del film “Ghiaino”, contribuendo alla scenografia con sculture lignee, tra cui maschere colorate che guardano alla primitiva africa o che richiamano il mondo circense.

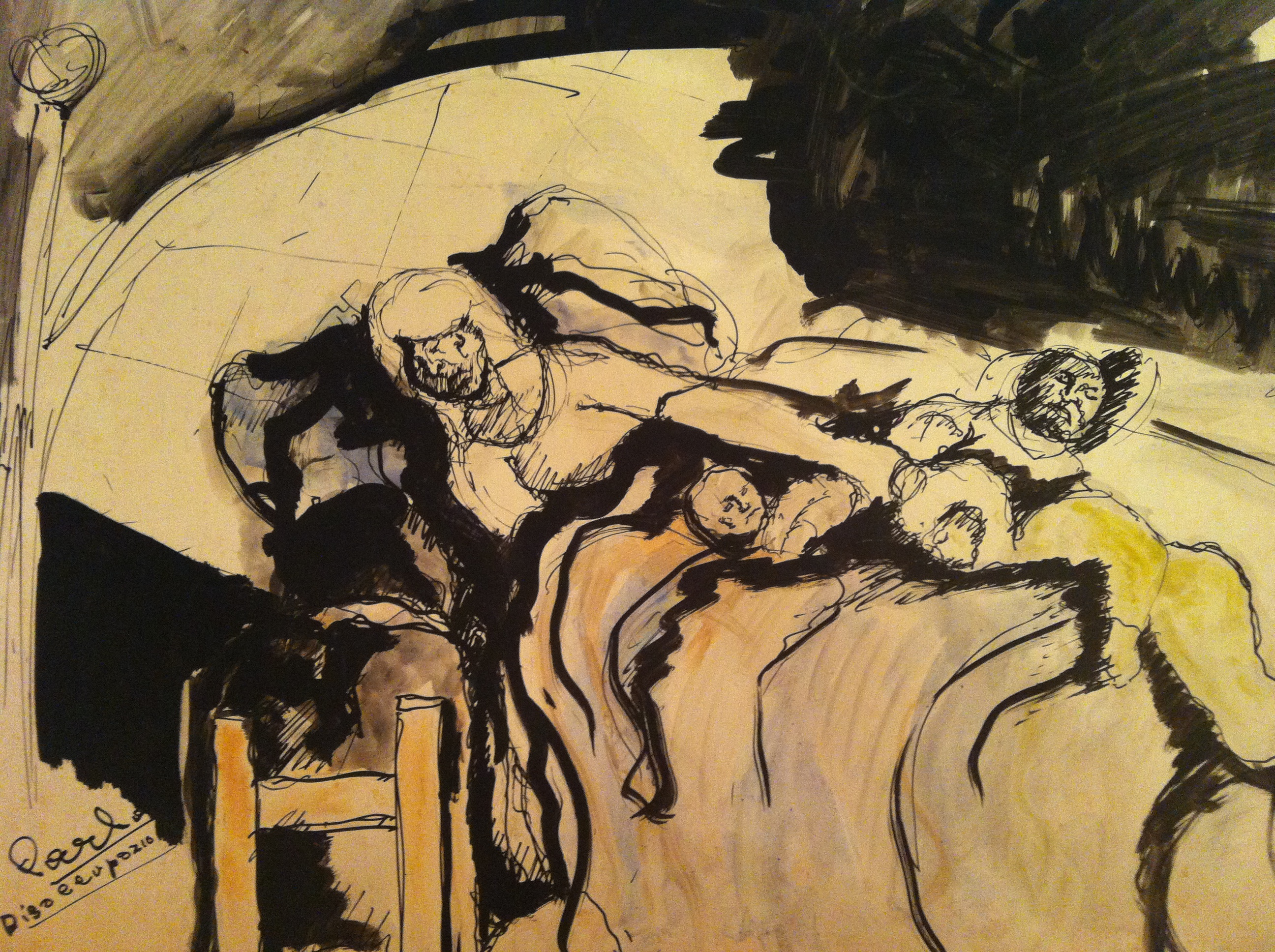
Disoccupazione, Acquerello, 1975
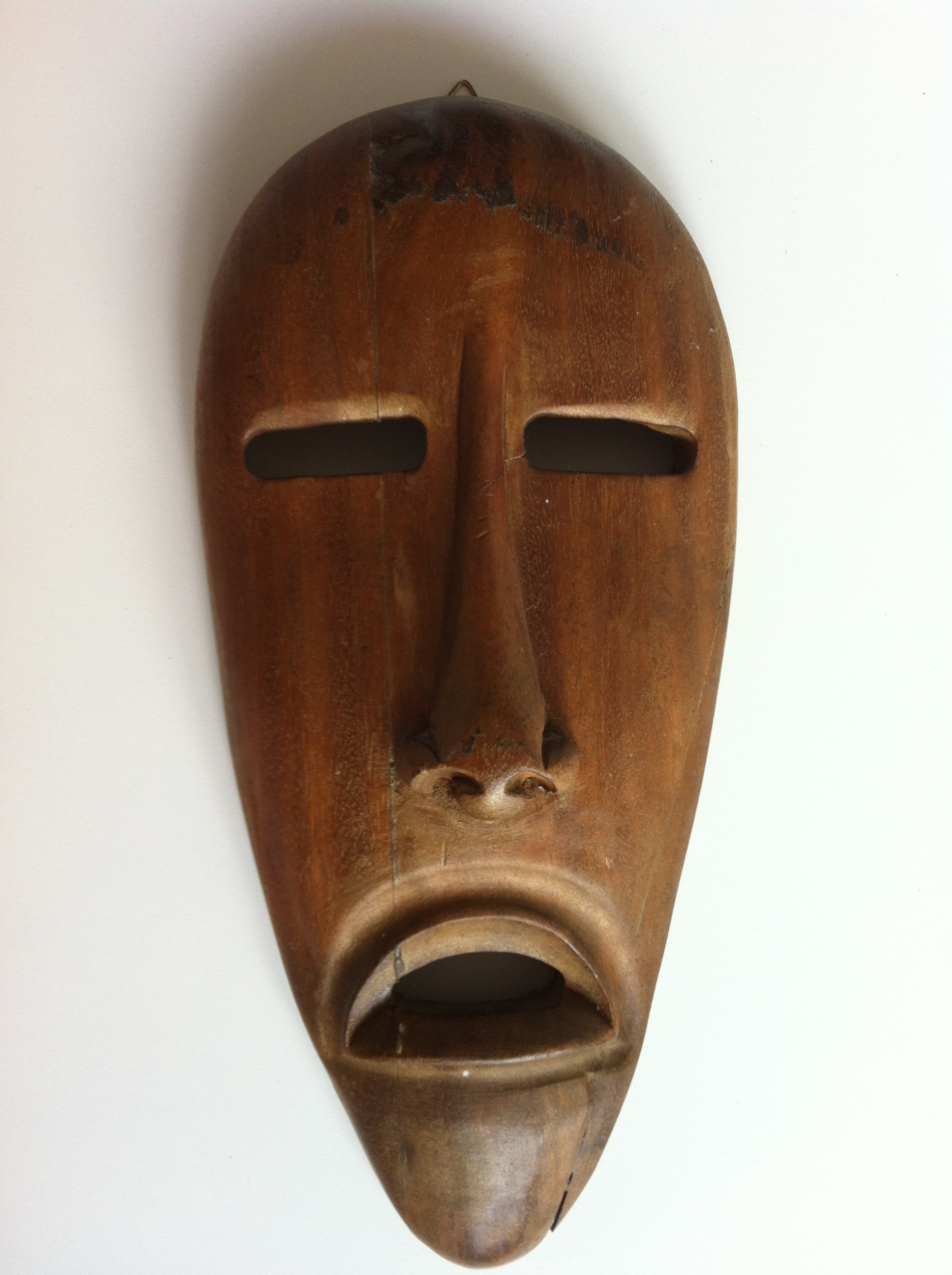
Maschera in legno, 1974
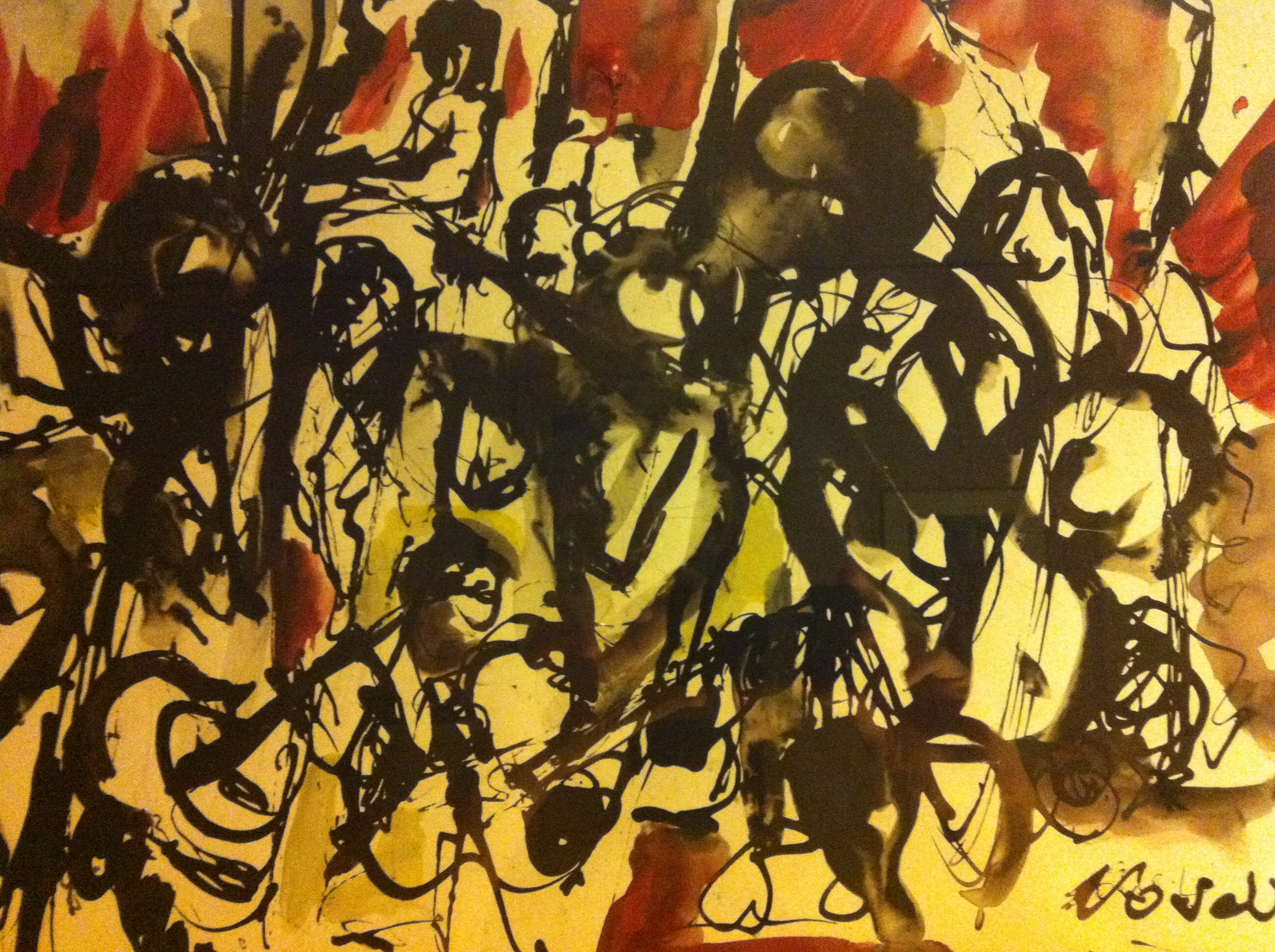
Operai in sciopero, Acquerello, 1974

## Anni ‘80
Nonostante il fermento politico e sociale che aveva caratterizzato gli anni precedenti si stia affievolendo, Carlo crede ancora (e crederà fino alla sua morte) negli ideali per cui ha lottato negli anni precedenti. La sua voglia di coinvolgere gli altri nell'arte è ancora viva a tal punto che in questi anni insegna a lavorare la creta nelle scuole elementari.
Il PCI, al quale è ancora iscritto, ha però perso lo slancio e l'entusiasmo di un tempo e non sembra più disposto ad appoggiare iniziative artistiche e culturali. Questi cambiamenti saranno per Carlo un'amara delusione e lo porteranno ad allontanarsi dal PCI e dalla vita politica.
In questi anni si dedica molto ai soggetti sacri ma sempre con un approccio laico, carico di umanità. I suoi Cristi in ceramica sono intrisi di dolore, ma non di rassegnazione. I suoi bassorilievi, le sue terrecotte “povere” sono ricche di manualità, di tradizione e di storia. Al centro di tutto ciò, sempre, l'uomo ed il suo universo psicologico e sociale. Un uomo dilaniato dall'oppressione, ma non per questo abbattuto; al contrario, ciò che emerge dai lavori di Carlo è la vitalità, uno slancio improvviso forse disperato. Questa forma di tensione continua, si ritrova nei suoi cavalli straziati dal dolore e dalle geometrie innaturali.
Anche la produzione grafica di questi anni è ampia e variegata e rappresenta per Carlo un mezzo per trarre dalla vita ispirazione e raccontare il proprio pensiero.
Nel 1985 inizia una collaborazione con il mercante e pittore Ernando Venanzi che durerà alcuni anni. Anni durante i quali Carlo intraprende una ricerca sul colore delle sue sculture, che guarda all'arte antica e primitiva e che passa attraverso un utilizzo di patine e polveri volto a cambiare l'apparente peso specifico dei materiali usati. Così, una scultura in terracotta o una maschera di legno assumono le sembianze di oggetti di bronzo e con questo, una connotazione meno “povera” e più raffinata.
Verso la fine del decennio, accanto ai cavalli fa la sua comparsa un nuovo soggetto che fu tanto caro a Pablo Picasso e che sarà protagonista dei futuri lavori di Carlo: l'arlecchino.

## Anni ‘90
Nel 1990 il Comune di Ponsacco gli commissiona una scultura in bronzo per una piazza. Carlo sceglierà come soggetto un cavallo: l'animale è adagiato sulla terra e piegato in un movimento circolare, la testa rivolta verso il cielo a lanciare un grido di dolore, a pronunciare una ribellione muta. La scultura riflette una sensibilità tutta moderna, volta a raffigurare la vita e, insieme, cogliere una dimensione interiore che porta con sé un senso di disagio e di malessere.Disagio e malessere che durante questo periodo Carlo porta con sé a causa di una situazione economica difficile e di alcuni problemi di salute.
Le difficoltà di questi anni influenzano radicalmente la sua pittura: il colore diventa sempre più protagonista. Il rosso su tutti. Ma anche tutti gli altri, sempre violenti, accesi contrapposti in modo inedito, ma sempre con grande gusto estetico. Carlo usa il colore nello stesso modo in cui modella le sue sculture. I suoi cromatismi trasmettono la stessa energia e la stessa drammaticità dei suoi cavalli ricurvi. Gli arlecchini, senza volto, e caratterizzati da linee possenti e massicce, assumono talvolta posizioni ambigue. Il contrasto tra i coloratissimi costumi e la loro disperazione è di forte emotività espressiva.
Le pitture, ma anche la colorazione di ogni scultura, sono frutto di un lungo lavoro che parte dalla stesura del colore e continua con una serie di passaggi in cui riaffiorano le abilità nelle tecniche dell'invecchiatura, con bitume, e della doratura, che Carlo aveva imparato da giovane. Dei suoi quadri, dipinge anche le cornici che diventano spesso parte integrante dell'opera.

## Il nuovo secolo
All'inizio del nuovo secolo Carlo è una persona ed un artista coerente, in cui convivono cultura e vena popolare, espressionismo e primitivismo, culto di modelli classici e di forme arcaiche. “L'arte e la scultura diventano necessità, unica possibilità di dare una risposta personale alla vita, estremo tentativo di catturare il movimento del nostro tempo, di scolpire e raggelare il tempo, il dolore, la vita, l'amore”.
Carlo è ancora un uomo che ha voglia e capacità di guardare avanti e di lottare, con i suoi lavori, per quello in cui crede. La dignità con cui affronta la vita quotidiana e la grande umanità gli hanno consentito di raggiungere un proprio equilibrio e di diventare un uomo saggio. E con saggezza e pacatezza continua a credere nella ribellione verso una società non sempre amata, nel rifiuto della violenza, nel rifiuto della guerra e di tutto ciò che opprime l'uomo e che viola la libertà di ogni individuo.
Carlo è un artista che non si lascia influenzare dalle mode o dai modelli asserviti al mercato, mantenendo sempre fede alla propria personalità e senza lasciarsi mai tentare dal fascino di possibili facili successi commerciali. Carlo ha sempre tirato dritto per la sua strada. E continua a farlo.
In questi anni, inizia infatti una ricerca verso una pittura sempre più materica. I suoi dipinti diventano sempre più pastosi, come se volesse portare la sua creta sulle tele. Come se, al termine di un lungo percorso artistico, volesse fondere insieme la sua pittura e la sua scultura. Alcuni degli ultimi quadri sono, allo stesso tempo, pitture, sculture e bassorilievi.
Accanto a quadri figurativi che trasmettono libertà, equilibrio interiore, pace, ne troviamo altri che vanno verso l'astrazione e nei quali i colori e i tratti di un arlecchino o di un cavallo appena accennati, sembrano materializzarsi lentamente per poi irrompere carichi di vita ed energia.
Nel 2007, insieme alla moglie, apre a Ponsacco il negozio ("Art-fiori"), nel quale allestisce una mostra permanente.
Il 26 novembre del 2010 muore a Pontedera.

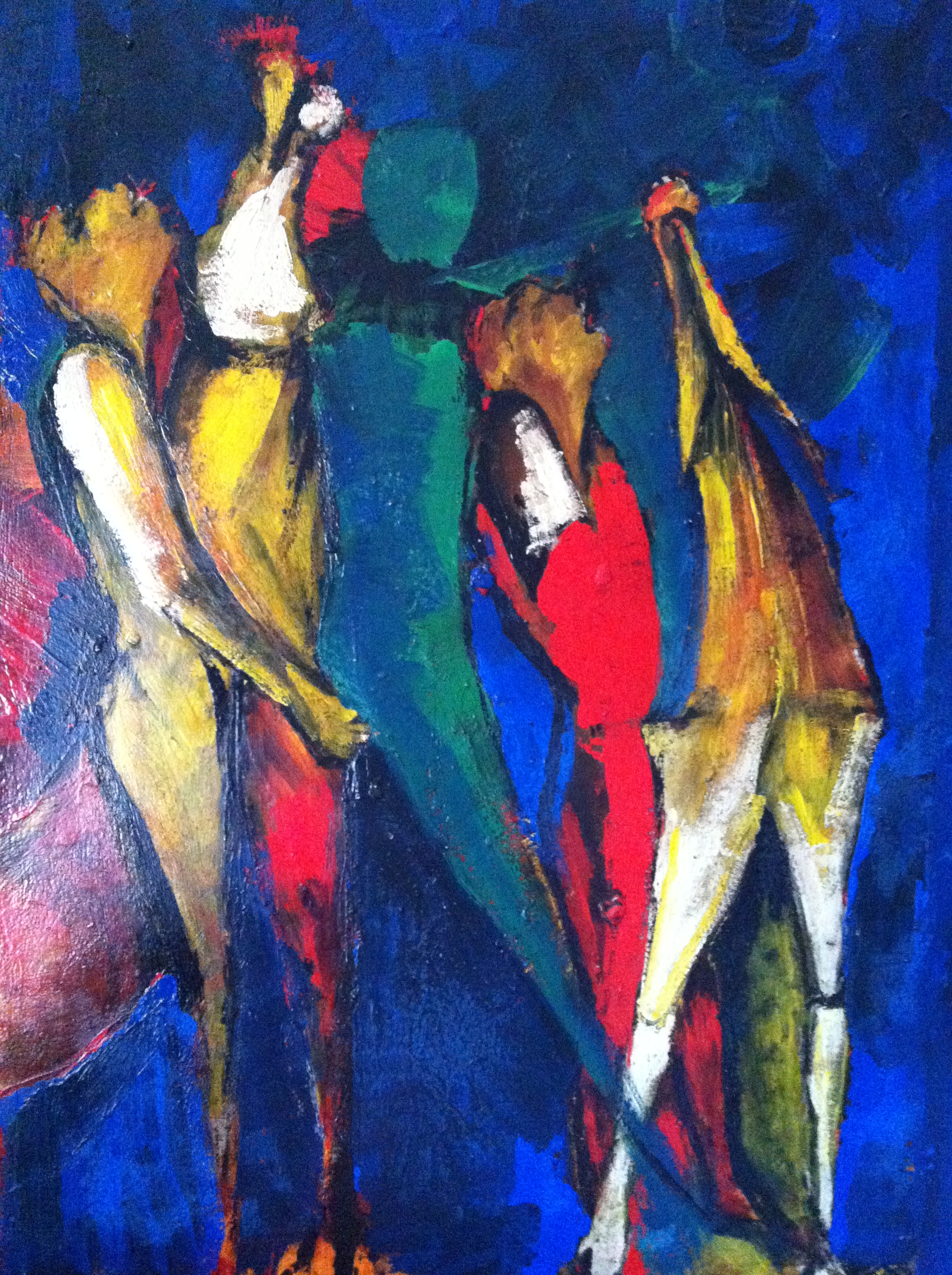
Cavalli - Tecnica mista, 2006
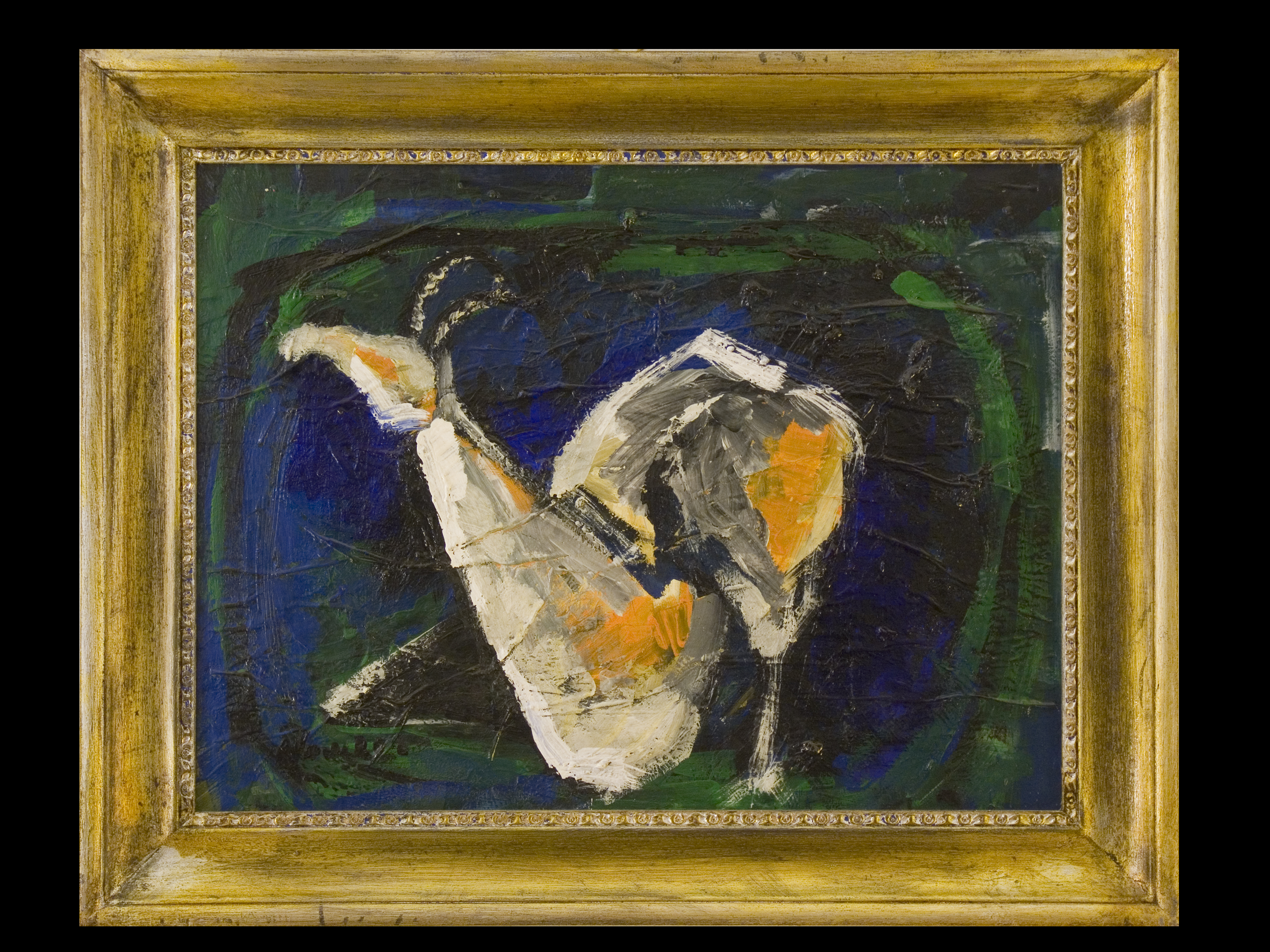
Cavallo - Caprone, Tecnica mista su tavola , 2007
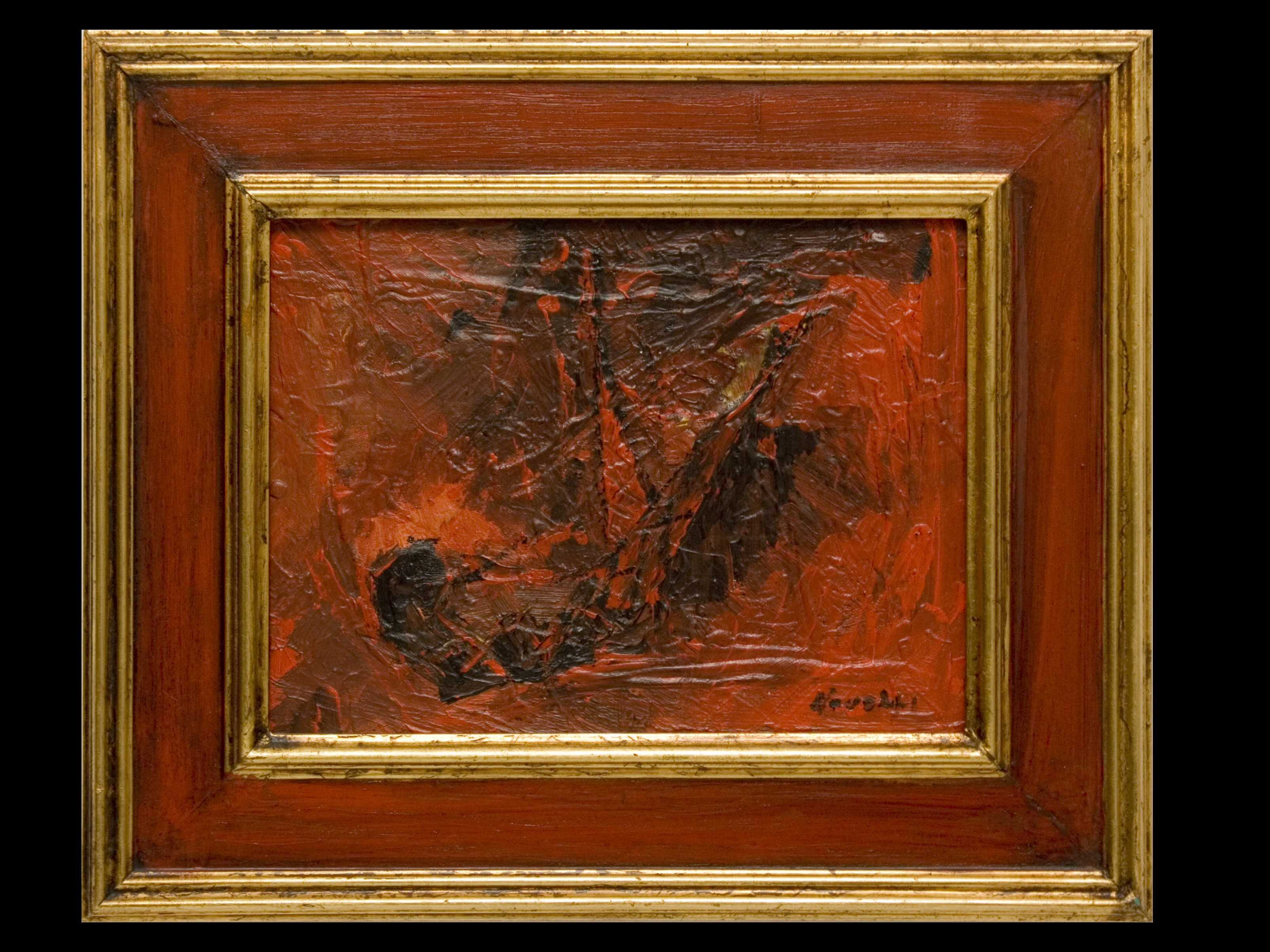
Cavallo - Arlecchino, Tecnica mista su tavola , 2005

## Principali esposizioni e opere commissionate
- 1959	1º premio “bianco e nero” città di Viareggio
- 1960	2º premio “bianco e nero” città di Viareggio; 2º premio Scultura città di Viareggio (“I palombari dell'Artiglio”)
- 1961	Diploma per scultura alla Mostra Internazionale dello Studente, Palazzo delle Esposizioni - Roma
- 1962	1º premio ex aequo scultura rassegna “Giugno Pisano” al Teatro Verdi di Pisa; Personale alla Galleria Bottega dei Vageri, Viareggio; Personale alla Galleria del Forte, Forte dei Marmi
- 1963	Partecipazione al concorso “Bozzetto per il monumento alla resistenza” organizzato dalla Provincia di Pisa; Personale alla Galleria Montenapoleone, Milano
- 1964	Pietà in piombo per la cappella della famiglia Abba nel Cimitero Monumentale di Milano; Selezionato al Premio FUCI, Messina
- 1965	Partecipazione alla rassegna pisana Arti Figurative, Pisa; Cristo in legno per la chiesa del “Cottolengo” di Fornacette (Pisa)
- 1966	Diploma per la scultura alla Mostra di Battipaglia
- 1967	Invitato alla “Mostra regionale della grafica Italiana” Teatro Verdi di Pisa
- 1968	1º premio “bianco e nero - maschere di carnevale di Viareggio”, Viareggio
- 1972	Partecipazione alla Quadriennale Nazionale d'Arte, Roma
- 1973	Partecipazione alla Biennale Internazionale del Bronzetto Piccola Scultura, Palazzo della Ragione, Padova
- 1975	Personale alla Galleria Jose, Napoli
- 1980	Segnalato alla mostra di pittura città di Follonica; Via Crucis in terracotta per la Chiesa dei Boschi di Lari (Pisa)
- 1984	Personale a Larderello (Pisa).
- 1985	Personale alla Galleria Venanzi, Livorno
- 1986	Esposizione della Via crucis al Palazzo dei Priori di Volterra
- 1990	Statua equestre in bronzo presso "largo delle Pale", Ponsacco
- 1998	Personale alla Torre degli Upezzinghi, Calcinaia
- 2000	Personale alla Galleria “La limonaia”, Ponsacco
- 2004	Collettiva al Centro per l'arte O. Cirri, Pontedera
- 2008	Personale al Centro Culturale R. Valli, Ponsacco